# Mary Prince
Mary Prince, född 1788, död efter 1833, var en brittisk slav och memoarförfattare från Bermuda. Hon utgav sin självbiografi The History of Mary Prince (1831), det första slavnarrativet utgiven av en kvinna i Storbritannien, som blev populär och influerade den samtida abolitioniströrelsen.  